# Bombament (geologia)

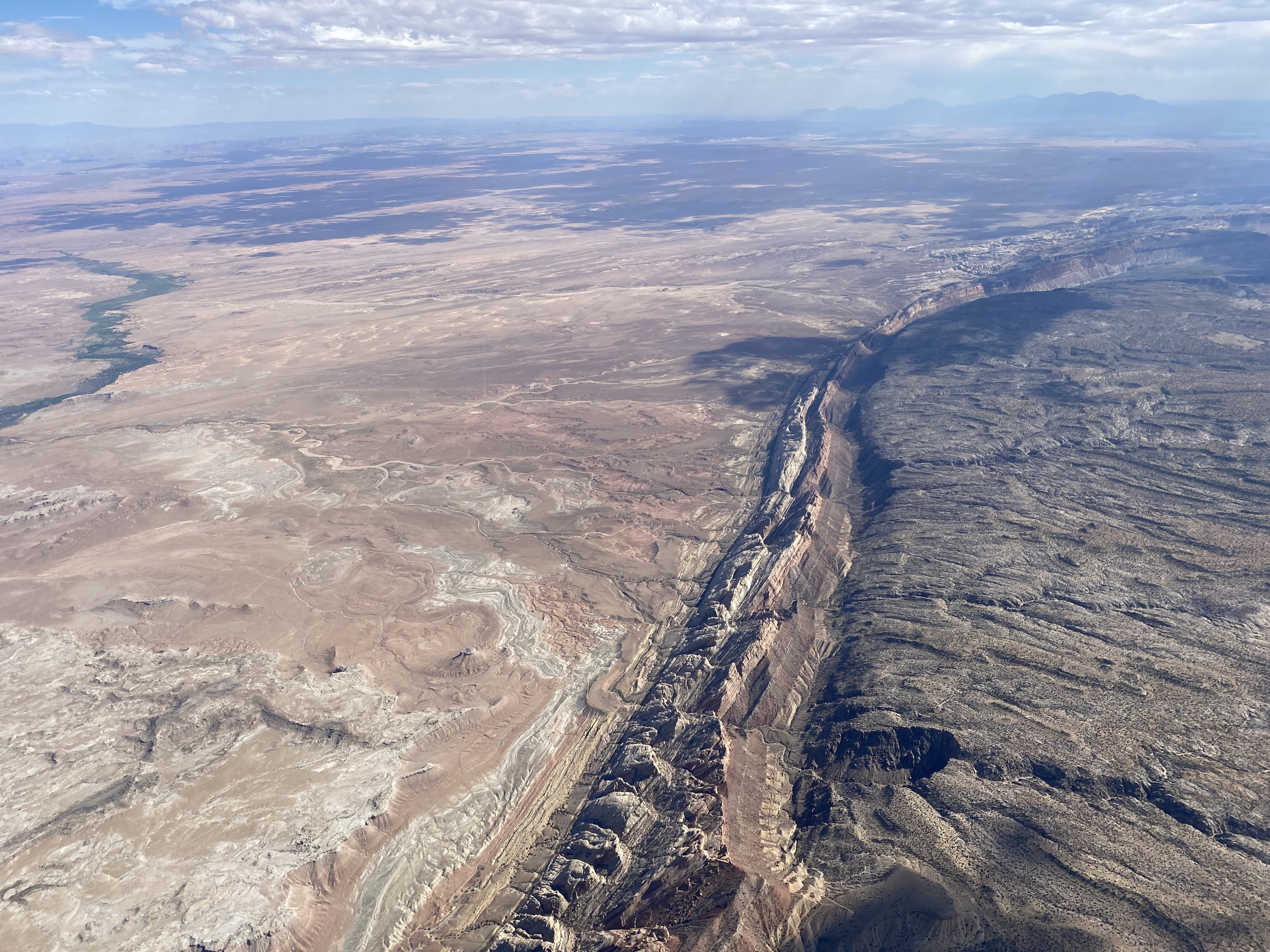
Bombament de San Rafael, Utah, EUA. Fotografia aèria (1 de juliol de 2020)

En geologia, un bombament és una zona amb forma de cúpula que abasta una gran superfície. És una superfície estructural que s'ha deformat, com és el cas del Bombament de Núbia. El bombament també pot ocórrer, en una superfície d’erosió, en una peneplana, o en un conjunt de muntanyes, que prenen una curvatura convexa que s'assembla a un dom.
Segons Hartmut Leser, es tracta d'un accident geogràfic que pot ser de diversos ordres de magnitud, des d'una formació rocosa en un riu fins a una entitat d'escala continental.

## Bombament de San Rafael (San Rafael Swell)
El bombament de San Rafael, molt estudiat pels geòlegs, és un fenomen geològic al centre-sud d'Utah als Estats Units, situat a uns 26 km a l'oest del Green River. La part aixecada de San Rafael ocupa una superfície aproximada de 7.744 km2 i consisteix en un anticlinal gegantí, en forma de cúpula, constituït per roca sorrenca, esquist i roca calcària. Es va alçar durant l'orogènesi laramidiana del Paleocè, ara fa entre 60 i 40 milions d'anys. Des d'aleshores, les inundacions sobtades, escasses a la zona però molt potents quan es produeixen, han erosionat les roques sedimentàries originant nombroses valls, canyons, congostos, taules, buttes i badlands.